# دم‌خاری سبیل‌سفید
دم‌خاری سبیل‌سفید (نام علمی: Synallaxis candei) گونه‌ای از پرندگان در زیرخانواده تنورمرغیان از خانواده تنورمرغان است که در کلمبیا و ونزوئلا یافت می‌شود.
دم‌تیزک سبیل‌سفید در تمام طول سال ماندگار است.

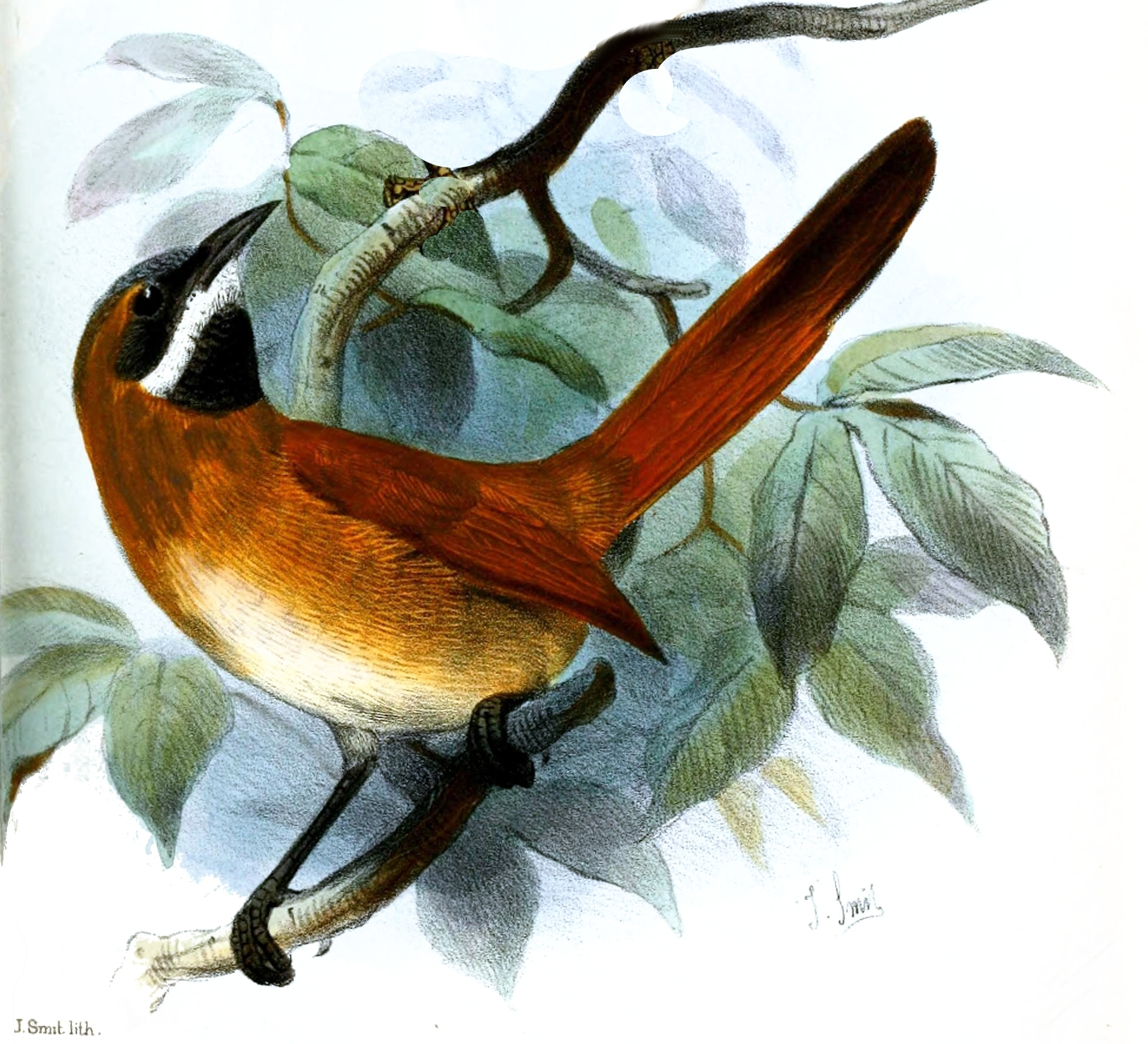
نگاره توسط جوزف اسمیت، ۱۸۷۴